# Cryptophagus setulosus
Cryptophagus setulosus is een keversoort uit de familie harige schimmelkevers (Cryptophagidae). De wetenschappelijke naam van de soort werd in 1845 gepubliceerd door Sturm.